# Karen Legg
Karen Legg (Reino Unido, 3 de junio de 1978) es una nadadora británica retirada especializada en pruebas de estilo libre media distancia, donde consiguió ser campeona mundial en 2001 en los 4x200 metros estilo libre.

## Carrera deportiva
En el Campeonato Mundial de Natación de 2001 celebrado en Fukuoka ganó la medalla de oro en los relevos de 4x200 metros estilo libre, con un tiempo de 7:58.69 segundos, por delante de Alemania (plata con 8:01.35 segundos) y Japón (bronce con 8:02.97 segundos).